# State of the Art (Band)
State of the Art ist eine deutsche Synthie-Pop-Band.

## Geschichte
Die Band wurde 1986 in Köln von Frank Schmitz (Gitarre, Gesang) und Stephan Koch (Keyboard, Gesang, Produktion) gegründet. Ein Jahr später 1987 wurde Georg Koch als Schlagzeuger dazu genommen. Alle drei Musiker hatten ihre Schülerband und sonstigen Band Erfahrungen der letzten vier Jahre vor der Gründung gebündelt, um nun einer größeren Öffentlichkeit ihre Songs präsentieren zu können. Die ersten Aufnahmen der Band erfolgten im V.A.M.P. Tonstudio in Köln. Hier wurden die ersten Demotapes aufgenommen und einigen A&R-Managern in Hamburg vorgespielt. Die Plattenfirma Phonogram nahm aufgrund der Qualität der Songs und des Demomaterials die Band sofort unter Vertrag.
Die Plattenfirma suchte für die Debüt-Single Love Remains a Rebel den Pop-Produzenten Ulrich „James“ Herter (Two of Us) und die Musikverlegerin Karin Wirthmann, Blue Box and Media Musikverlag aus. Dieses Team aus Band, Produzent und Musikverlegerin produzierte für die Plattenfirma Phonogram 1986 die Debüt-Single Love remains a rebel und die Ballade Fighting for spaces im Reutlinger Tonstudio Atlantis und in den Münchner Park Studios. Mit der Veröffentlichung 1987 folgten erste Fernsehauftritte. Videoclips für die Musiksendung Formel Eins und Radiocharts-Platzierungen konnten vorgewiesen werden. Sie komponierten einen Popsong der als zweite Single der Band Auszeichnungen und Platzierungen bringen sollte.
Der Song Love Will Keep Us Together wurde mit dem gleichen Team aus Produzent und Musikverlegerin 1988 in Reutlingen und München produziert. Die zweite Single Love Will Keep Us Together wurde in Deutschland, Frankreich, Österreich und der Schweiz 1988 veröffentlicht (B–Track dieser Single  On Deaf Ears). In Deutschland folgten Auftritte in Fernsehshows und Videoclips aus der Musiksendung Formel Eins. Platzieren konnte sich der Titel in den Radiocharts wie der WDR Schlagerrallye, wo sie Platz 15 in der Jahresauswertung erreichte. In der Sendung Goldene Europa erreichte die Band State of the Art den zweiten Platz hinter der deutschen Pop-Band Pur. Es folgten Live-Auftritte in Frankreich und in Deutschland sowie die Studioarbeit an einem Album. Für die dritte Single Shout and Run kam 1988/89 die Zusage für einen Plattenvertrag von der EMI Electrola in Köln. Die Single Shout and Run wurde im Zusammenhang mit weiterem Albummaterial veröffentlicht und mit einem Musikvideo versehen.

### Auflösung und Neubeginn
Der Zeitgeist der 1990er und musikalische Veränderungen führten 1988/89 zu der Auflösung der Band. Die Band war 1989 auf dem Sampler EMI Hot Shots Nr. 5 und 2012 auf dem Sampler Heart To The Core Vol. 5 vertreten. Der Musiker und Sänger der Band, Stephan Koch, formierte sich neu und nahm einen neuen Musiker dazu. Aus zahlreichen Studiosessions traf er auf den Musiker Andreas Würfel (Gitarre, Keyboard, Songwriting) und gaben sich den Namen Boys on Parade. Die Band Boys on Parade war 1990 wie folgt besetzt: Andreas Würfel (Gitarre, Keyboard, Lyrics), Stephan Koch (Gesang, Keyboard, Songwriting), Georg Koch (Schlagzeug, Percussion, Programming). Die erste Single dieser neuen Formation Love Begs Love wurde von Blue Box und Media 1990 veröffentlicht und weiteres Albummaterial folgte. Stephan Koch konzentrierte sich von nun an auf das Produzieren von Künstlern und Bands. Es folgten zahlreiche Veröffentlichungen seiner Produktionen für die BMG München, Polydor Records, East West Records und Sony Music. Als Musikproduzent komponiert und produziert er bis heute in seinem Projektstudio mp10-studio in Köln.